# Dampetrinae
Dampetrinae – podrodzina kosarzy z podrzędu Laniatores i rodziny Assamiidae zawierająca około 55  opisanych gatunków.

## Występowanie
Kosarze te występują od Azji Południowo-Wschodniej po Nową Gwineę i Australię.

## Systematyka
Podrodzina zawiera około 55 gatunków zgrupowanych w 29 rodzajach:
| Rodzaj: Apygoplus Roewer, 1912 - Apygoplus longipes (Roewer, 1911) - Apygoplus bulbigerus Roewer, 1913 - Apygoplus marginatus Roewer, 1915 Rodzaj: Cadomea Roewer, 1940 - Cadomea longitudinalis Roewer, 1940 - Cardwella Roewer, 1935 - Cardwella atar (Sørensen, 1932) Rodzaj: Dampetrellus Roewer, 1927 - Dampetrellus scaber Roewer, 1927 Rodzaj: Dampetrus Karsch, 1880 - Dampetrus australis Karsch, 1880 - Dampetrus geniculatus Sørensen, 1886 - Dampetrus gracilis Forster, 1949 - Dampetrus granulatus Sørensen, 1886 - Dampetrus isolatus Shear, 2001 - Dampetrus soerenseni Forster, 1955 Rodzaj: Dongmolla Roewer, 1927 - Dongmolla silvestrii Roewer, 1927 Rodzaj: Dunkeriana Roewer, 1912 - Dunkeriana neoguinensis Roewer, 1912 - Dunkeriana borneensis Roewer, 1935 Rodzaj: Euwintonius Roewer, 1923 - Euwintonius continentalis Roewer, 1923 - Euwintonius insulanus Roewer, 1940 - Euwintonius thaiensis S. Suzuki, 1985 Rodzaj: Granobunus Roewer, 1912 - Granobunus ferruguineus Roewer, 1912 Rodzaj: Heteropygoplus Roewer, 1923 - Heteropygoplus sublaevis (Roewer, 1915) Rodzaj: Hyamus Thorell, 1891 - Hyamus formosus Thorell, 1891 Rodzaj: Macrodampetrus Roewer, 1915 - Macrodampetrus bicoloripes Roewer, 1915 - Macrodampetrus unicoloripes Roewer, 1915 Rodzaj: Mermerus Thorell, 1876 - Mermerus beccari Thorell, 1876 - Mermerus thorelli Banks, 1931 Rodzaj: Metadampetrus Roewer, 1915 - Metadampetrus sublaevis Roewer, 1915 | Rodzaj: Metahyamus Roewer, 1923 - Metahyamus jacobsoni Roewer, 1923 - Metahyamus amoensis Suzuki, 1969 - Metahyamus bicolor Roewer, 1935 - Metahyamus sutepensis S. Suzuki, 1985 - Metahyamus variedentatus Suzuki, 1976 Rodzaj: Metamermerus Roewer, 1920 - Metamermerus speculator Roewer, 1920 Rodzaj: Metamosoia Roewer, 1915 - Metamosoia echinata Roewer, 1915 Rodzaj: Metanothippus Giltay, 1930 - Metanothippus bicolor Giltay, 1930 Rodzaj: Mosoia Roewer, 1912 - Mosoia albiceps (Loman, 1906) - Mosoia biarmata Roewer, 1940 - Mosoia bulbigera Roewer, 1915 - Mosoia gracillipes Roewer, 1912 - Mosoia saylori Goodnight & Goodnight, 1947 Rodzaj: Neonothippus Roewer, 1912 - Neonothippus marginalis Roewer, 1912 Rodzaj: Nothippulus Roewer, 1923 - Nothippulus atroluteus (Roewer, 1912) Rodzaj: Nothippus Thorell, 1890 - Nothippus affinis Loman, in Weber 1892 - Nothippus limbatus Thorell, 1890 - Nothippus tigrinus Roewer, 1935 Rodzaj: Octobunus Roewer, 1923 - Octobunus singularis Roewer, 1923 Rodzaj: Pahangius Roewer, 1935 - Pahangius fasciatus Roewer, 1935 Rodzaj: Paradampetrus Giltay, 1930 - Paradampetrus leopoldi Giltay, 1930 Rodzaj: Paranothippus Roewer, 1912 - Paranothippus singularis Roewer, 1912 Rodzaj: Sermowaius Roewer, 1923 - Sermowaius neoguinensis (Roewer, 1913) Rodzaj: Simalurius Roewer, 1923 - Simalurius jacobsoni Roewer, 1923 - Simalurius palawanensis Suzuki, 1977 Rodzaj: Sudaria Roewer, 1923 - Sudaria atrolutea Roewer, 1935 - Sudaria jacobsoni Roewer, 1923 - Sudaria sarasinorum (Roewer, 1913) - Sudaria simaluris Roewer, 1923 |